# Nerve Tattoo
Nerve Tattoo è un Ep della band norvegese Motorpsycho pubblicato nel 1996.

## Tracce
1. The Nerve Tattoo – 4:30
2. Of Beacons and Beams – 1:15
3. The Wheel – 7:44
4. Pale Day – 2:31
5. Mad Sun – 3:23

## Formazione
- Bent Saether / voce, basso, chitarra, taurus
- Hans Magnus Ryan / chitarre, voce, taurus, banjo
- Haakon Gebhardt / batteria

e con:
- Ole Henrik Moe / sega alto e soprano, violino
- Helge Sten / campionatori, echoplex, oscillator, theremin
- Morten Fagervik / chitarra, mellotron, clavinette, oragano viscount, piano, vibrafono, voce
- Bitten Forsudd / seconde voci
- Rolf Yngve Uggen / seconde voci
- Matt Burt / voce
- M. Banto / pandeira